# میساکوبو، شیزوئوکا
میساکوبو، شیزوئوکا (به لاتین: Misakubo) یک منطقهٔ مسکونی در ژاپن است که در ناحیه چوبو واقع شده‌است. میساکوبو ۳٬۲۱۹ نفر جمعیت دارد.